# Vulture (olio di oliva)

Zona di produzione dell'Olio d'oliva del Vulture.

Vulture è un olio di oliva a Denominazione di Origine Protetta in Protezione Transitoria Nazionale, prodotto nel Vulture-Melfese in Provincia di Potenza (Basilicata).

## Caratteristiche
L'Olio Extravergine di Oliva “Vulture” DOP è ottenuto dalla frangitura delle olive delle seguenti varietà: per almeno il 70% cultivar “Ogliarola del Vulture”; possono concorrere altresì le seguenti varietà: “Coratina”, “Cima di Melfi”, “Palmarola”,“Provenzale”, “Leccino”, “Frantoio”, “Cannellino”, “Rotondella”, in misura non superiore al 30%, da sole o congiuntamente.
- colore: giallo ambrato con riflessi verdi
- odore: fruttato medio con odore di pomodoro
- sapore: fruttato medio di oliva matura dal gusto dolce andorlato, leggermente amaro con una lieve nota di piccante;
- mediana del fruttato: >0
- mediana del difetto = 0

## Produzione e conservazione
Per la molitura delle olive e l'estrazione dell'olio sono ammessi solo processi meccanici e fisici. È proibito l'uso di prodotti chimici e biochimici (come il talco), è vietata la doppia centrifugazione della pasta di olive senza interruzione (metodo del ripasso). La gramolatura deve essere fatta massimo a 27 °C per una durata massima di 40 minuti. Il prodotto deve essere preservato nella zona di produzione, in locali con poca illuminazione, in serbatoi o in pusture interrate fatte in acciaio inox, piastrelle in gres porcellanato, vetro o vernice epossidica. La temperatura di conservazione deve essere compresa tra i 10 °C ed i 18 °C. L'imbottigliamento deve essere effettuato rigorosamente nella zona di produzione per assicurare il controllo e la rintracciabilità, nonché per mantenere inalterate le qualità del prodotto. Durante la fase di commercializzazione, l'olio deve essere distribuito in contenitori di vetro o di banda stagnata di capacità non superiore ai 5 litri.

## Comuni
Secondo il disciplinare di produzione allegato al decreto, sono riconosciuti come produttori di Olio "Vulture" DOP i comuni di Melfi, Rapolla, Barile, Rionero in Vulture, Atella, Ripacandida, Maschito, Ginestra e Venosa.